# 佐々木夢夏
佐々木 夢夏（ささき ゆめか、1997年7月2日 - ）は、テレビユー福島 (TUF) のアナウンサー。

## 来歴
北海道釧路市出身。北海道釧路湖陵高等学校、中央大学を卒業。
大学在学中にアナウンサーやメディア就職のための実践プロジェクト『Scketto』1期生として参加。
2021年4月に三重テレビ放送に入社。2024年2月、テレビユー福島に移籍。

## 担当番組

### 三重テレビ時代
- Mieライブ（GoToみえ、第3・第4火曜、2022年4月19日 - ）
- 三重テレビニュースウィズ